# Sulfonal
Sulfonal eller sulfonmetan, C7H16O4S2, är en kemisk förening som först syntetiseras av Eugen Baumann 1888 och senare infördes som ett hypnotiskt läkemedel av Alfred Kast, men som numera ersatts av nyare och säkrare lugnande medel.

## Egenskaper
Sulfonal utgörs av färglösa kristaller eller pulver. Det är praktiskt taget olösligt i kallt vatten men löser sig i 15 delar varmt vatten och även i alkohol eller eter.

## Framställning
Sulfonal framställes genom kondensation av aceton med etylmerkaptan i närvaro av klorvätesyra, den mercaptol (CH3) 2C(SC2H5
)2 som därefter bildas oxideras genom kaliumpermanganat. Det bildas också genom verkan av alkoholisk pottaska och metyljodid på etyliden dietylsulfin, CH
3 • CH(SO2C2H5) 2 (som bildas genom oxidation av ditioacetal med kaliumpermanganat).

## Användning
Sulfonal  har använts som medel mot funktionell nervös sömnlöshet, och är även användbar mot psykiska störningar där det ges med mucilago av akacia eller i varma vätskor.  Dess hypnotiska effekt är inte lika stor som kloralhydrat, men eftersom det inte har biverkningar på hjärta eller andning kan det användas när morfin eller kloralhydrat är kontraindicerat.
I USA är det planerat att registreras som  en klass III-drog enligt lagen om kontrollerade ämnen.